# حركة بصمة المواطنين
حركة بصمة المواطنين (بالإسبانية: Movimiento Huella Ciudadana) هي حزب سياسي في كولومبيا. في الانتخابات التشريعية التي جرت في 10 مارس 2002، فاز الحزب، كالعديد من الأحزاب الصغيرة، التمثيل البرلماني.